# Ancylandrena timberlakei
Ancylandrena timberlakei là một loài Hymenoptera trong họ Andrenidae. Loài này được Zavortink mô tả khoa học năm 1974.